# دانیل دیولگروف
دانیل دیولگروف (بلغاری: Даниел Дюлгеров؛ زادهٔ ۱۹ سپتامبر ۱۹۸۸) بازیکن فوتبال اهل بلغارستان است.
از باشگاه‌هایی که در آن بازی کرده است می‌توان به اشاره کرد.
وی همچنین در تیم ملی فوتبال زیر ۲۱ سال بلغارستان بازی کرده است.